# مهدی برقعی
مهدی برقعی (زاده ۱۳۶۲) عروسک‌گردان ایرانی است. شهرت او بیشتر برای عروسک‌گردانی شخصیت جناب‌خان در مجموعهٔ خندوانه و شخصیت «داداش گلم» در مجموعهٔ کلاه‌قرمزی است.

## زندگی
برقعی کار خود را از سال ۱۳۷۹ در صدا و سیمای مرکز قم آغاز کرد و سپس در برنامهٔ صبح‌بخیر ایران عروسکی به‌نام مهروز را بازی می‌داد. از دیگر کارهای او می‌توان به کلاه قرمزی، زنبق (برنامه رنگین‌کمان)، دست‌دسی‌ها، شهر موش‌ها ۲ (ذره‌بین بچه دکتر عینکی) و سوغات جنگل اشاره کرد.